# Takenaka Shigeharu
Takenaka Shigeharu (竹中 重治?; 27 settembre 1544 – 6 luglio 1579) conosciuto anche come Hanbei (半兵衛?), fu un samurai del periodo Sengoku.
Shigeharu fu figlio di Takenaka Shigemoto. Iniziò la sua carriera come servitore di Saitō Yoshitatsu ed era genero di Andō Morinari. Guidò delle truppe contro il clan Azai della provincia di Ōmi aiutando il clan Rokkaku e successivamente si unì agli Oda. Combatté valorosamente durante l'assedio di Inabayama e nonostante la sconfitta divenne servitore di Hashiba Hideyoshi seguendolo nelle campagne contro i clan Azai e Asakura nel 1570. Servì come consigliere di Hideyoshi finché fu costretto al ritiro per malattia e gli fu affidata la custodia del figlio più giovane di Kuroda Yoshitaka.  
Yoshitaka fu catturato e imprigionato dalla famiglia Araki nel 1578, un evento che indusse Oda Nobunaga a sospettare che Yoshitaka stesse effettivamente colludendo con i suoi rapitori. Quindi ordinò che il figlio di Yoshitaka fosse messo a morte. Si dice che Shigeharu abbia rimandato l'esecuzione di questo comando fino a quando Nobunaga alla fine non lasciò cadere l'ordine e il futuro Kuroda Nagamasa fu risparmiato.

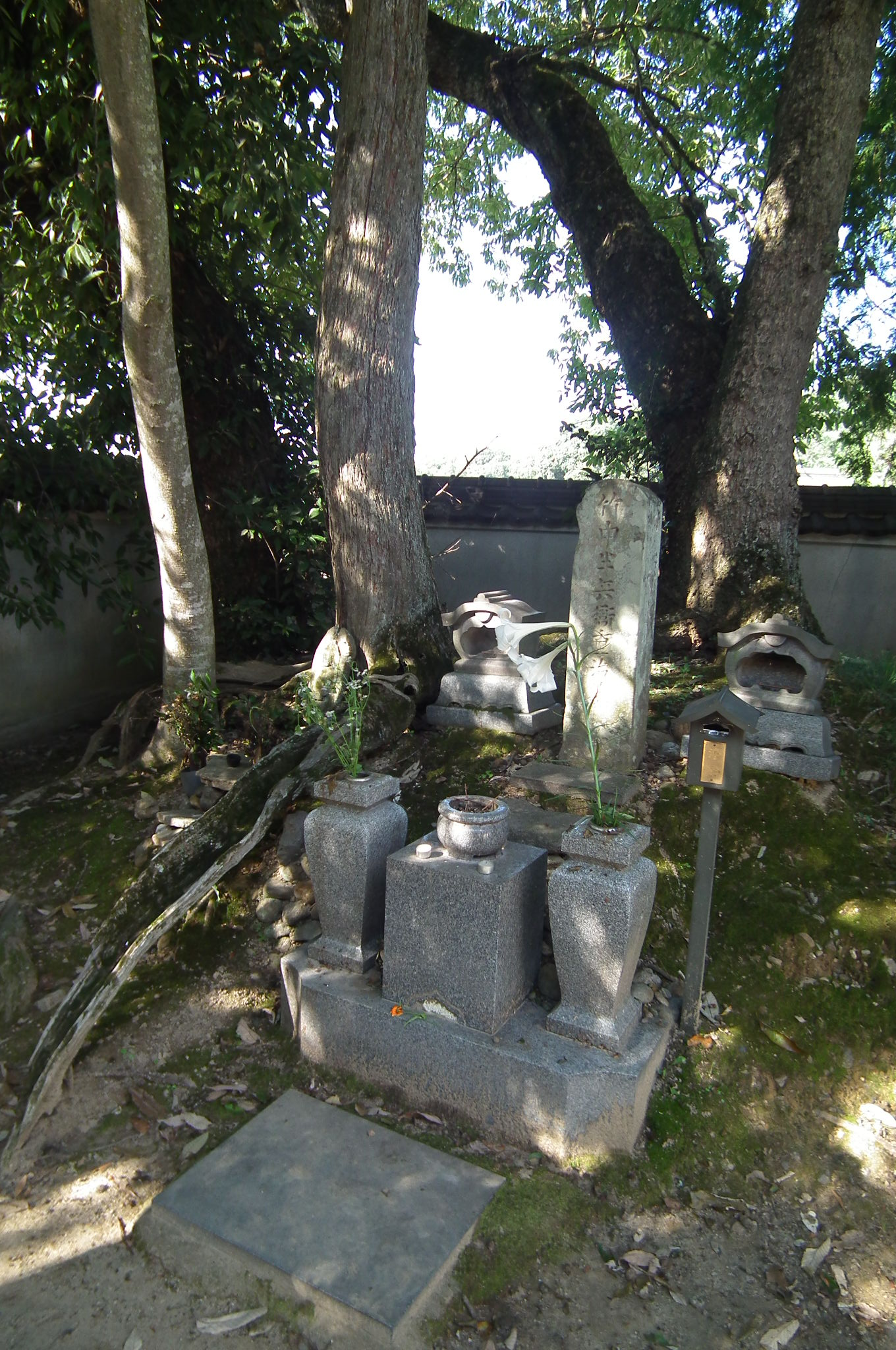
Tomba di Takenaka Hanbei

Shigeharu è meglio ricordato come Hanbei - un nome che non sembra aver usato durante la sua vita - ed è ricordato come un intelligente stratega.